# 伊東スタジアム
伊東スタジアム（いとうスタジアム）は、かつて静岡県伊東市にあった野球場。開場当初は隣接するホテル伊東スタジアムが運営管理していた。後年はヤオハンジャパンが運営管理を行っていたが2004年（平成16年）をもって閉鎖、施設は撤去された。

## 歴史
1952年（昭和27年）3月、資本金2700万円で温泉ホテルの敷地内に開場。青少年の育成を旗印にしていたことからか、伊東市民が85パーセントの株を負担していた。初試合は同年の大映スターズと東急フライヤーズのオープン戦だったが、公式戦で使用されたのは開場した1952年の3試合と、翌1953年（昭和28年）の1試合の計4試合にとどまった（後述参照）。
首都圏から程近く、また気候も比較的温暖であり、宿泊施設も隣接していることなどから、学生野球、社会人野球、東映フライヤーズなどプロ野球の多くのチームがキャンプなどに使用していた。
後年は老朽化が著しく、また1980年代に入るとプロ野球のキャンプは、より温暖な四国地方や九州地方、沖縄県などで行われるようになった。また1989年（平成元年）には沼津市に静岡県愛鷹広域公園野球場が、市内にも1995年（平成7年）に軟式専用の伊東市営かどの球場が相次いで開場したことから、伊東スタジアムは1988年（昭和63年）を最後に使用されなくなったものの、施設そのものは存続した。またホテル伊東スタジアムの所有権は後年、ヤオハンジャパンに移ったが、同社が1997年（平成9年）に経営破綻してホテルが閉鎖されると、スタジアムはほとんど管理されなくなった。ホテルとスタジアムは2004年（平成16年）に取り壊された。跡地には2006年（平成18年）に市が運営する老人養護施設が建設された。2013年（平成25年）3月には市立伊東市民病院が旧病院の老朽化で跡地に移転し、開院した。

## プロ野球公式戦開催実績
- 大映スターズ - 東急フライヤーズ（1952年5月18日）
- 東京讀賣巨人軍 - 松竹ロビンス（1952年6月4日）
- 毎日オリオンズ - 大映スターズ（1952年7月23日）
- 東京讀賣巨人軍 - 洋松ロビンス（1953年5月15日）

## 主なエピソード
- 1953年秋の立教大学野球部の入部試験会場。後の「立教三羽烏」（長嶋茂雄・杉浦忠・本屋敷錦吾）が初めて出会った場所である。この時、長嶋と杉浦は全くの無名（杉浦は別の高校の有名な杉浦と間違われるほど）だったが、両者とも抜群の野球センスを見せて無事合格している。
- 1967年（昭和42年）2月、東映の春季キャンプの夜間練習中、打撃コーチの飯島滋弥は3年目の若手・大杉勝男とマンツーマンで素振りを行っていた。飯島は大杉に対して、伊豆を舞台にした小説「金色夜叉」の月を引き合いに出し、“フォームを小さく固めず、思い切ってバットを振りぬくように”という意味合いを込めて「今月今夜のあの月に向かって打ってみなさい」とアドバイス。大杉は同年、開幕から5番に定着。打率.291、本塁打27本を記録し、ベストナインにも選出された（なお、この「月に向かって打て」の初出に関してはこの1967年の伊東説の他、1968年9月の東京オリオンズ戦説もある）。
- 1979年（昭和54年）、シーズン5位に終わった巨人は、チーム立て直しを期す長嶋茂雄監督の意向で、後に「地獄の伊東キャンプ」と称されるようになった球界史上初の秋季キャンプを同年10月28日から11月21日まで行った。江川卓、西本聖、角三男、藤城和明、鹿取義隆、赤嶺賢勇、中畑清、淡口憲治、篠塚利夫、松本匡史、平田薫、山本功児、河埜和正、山倉和博、中井康之、笠間雄二、二宮至の17人が参加（二宮のみ志願参加。なお定岡正二も選ばれてはいたが、故障により不参加となった）。ほぼ全員が「V9」を経験していない若手・中堅主体であり、若手選手の底上げや闘争心を植え付けることを目的として参加選手たちを徹底的に鍛え上げた。あまりの厳しさに見かねたヘッドコーチの青田昇の提案により、キャンプ中の禁酒[2]を解いている。伊東スタジアムのみならず伊東駅周辺の環境をフルに活かしたキャンプ[3]でもあり、当時王貞治が本塁打を打ったら観戦客を伊東温泉にご招待というタイアップキャンペーンが行われていたが、周辺のホテルでは客に断りを入れるのに苦労したという。この伊東秋季キャンプは球団史上にとっても戦前の分福球場（群馬県館林市）における「茂林寺の特訓」に並び称されている。このキャンプを経験した選手らが中心になって1982年に「伊東会」を結成。年に1度長嶋家の別荘で食事会を開くなどして交流を深めている。なお、結成当初は元監督のところへ集まることは現監督の体制批判とされかねないという理由から極秘扱いにされていたが、1985年、ジャイアンツの納会の前日に伊東会という日程を組んだところ、新幹線の運行トラブルが起き、結果的に伊東会のメンバーのみ集団遅刻という騒動を起こし、週刊誌からその存在をすっぱ抜かれることになった。この時の遅刻者には定岡も含まれていた（定岡は伊東キャンプには怪我の為に不参加だったが、声すらかけられなかった事で逆に発奮し、自身に猛練習を課して伊東キャンプ以降に成績を上げるようになった）。

## 施設概要
- 両翼：90m、中堅：120m

## 関連資料
- “【球跡巡り・第24回】「あの月に向かって打て！」の名言が生まれた 伊東スタジアム”. NPB.jp 日本野球機構 (2019年11月22日). 2020年12月17日閲覧。